# دونالد إس. لوبيز جونيور
دونالد إس. لوبيز جونيور (بالإنجليزية: Donald S. Lopez, Jr.)‏ هو أستاذ جامعي وكاتب أمريكي، ولد في 1 يونيو 1952 في واشنطن العاصمة في الولايات المتحدة.